# Конвеєрний поїзд

Конвеєрний поїзд.JPG

Конвеєрний поїзд (рос. конвейерный поезд, англ. conveyor train; нім. Trogbandzug m, Bandzug m, Troggliederzug m) — транспортний засіб у вигляді окремого поїзда з вантажоносним полотном лоткового типу, що рухається рейковою колією або спеціальними напрямними. Призначений для насипних вантажів з розміром грудок до 1200 мм.
Застосування К.п. почалося в 60-х рр. ХХ в. у Франції (фірма «Seccam») і в США (фірма «Dashaveyor»). Використовується при двох технол. схемах: потоковій — з доставкою крупногрудкової гірничої маси безпосередньо з вибоїв на відвали або збагач. фабрику і циклічно-потоковій — з переміщенням гірничої маси автосамоскидами до перевантажувального пункту і подальшим транспортуванням К.п. Оптимальні параметри К.п. на відкритих гірничих роботах: поперечний перетин вантажу на полотні 1-1,5 м²; вантажопідйомність 300—400 т; швидкість руху з вантажем 5-10 м/с.
Конвейєрні поїзди призначені для транспортування великогрудкових, абразивних вантажів по розгалуженій трасі з невеликими радіусами заокруглення (20…25 м). Продуктивність цих поїздів залежить від швидкості руху і досягає 1 000 т/год.
Осн. переваги К.п. — робота на крутих схилах (до 20-25 °); транспортування крупногрудкової гірничої маси (до 1200 мм); малі радіуси закруглень (до 30-40 м); повна автоматизація роботи системи.
Недоліки: велике число приводів, дії змінних (розтяжних і стискаючих) зусиль. Трансп. системи К.п. поширені в Австралії, Франції, ФРН.